# Generare tracce nella storia del mondo
Generare tracce nella storia del mondo (sottotitolato Nuove tracce d'esperienza cristiana) è un saggio del sacerdote cattolico e teologo Luigi Giussani, fondatore del movimento Comunione e Liberazione, scritto insieme ai teologi Stefano Alberto e Javier Prades, pubblicato nel 1998.

## Storia editoriale

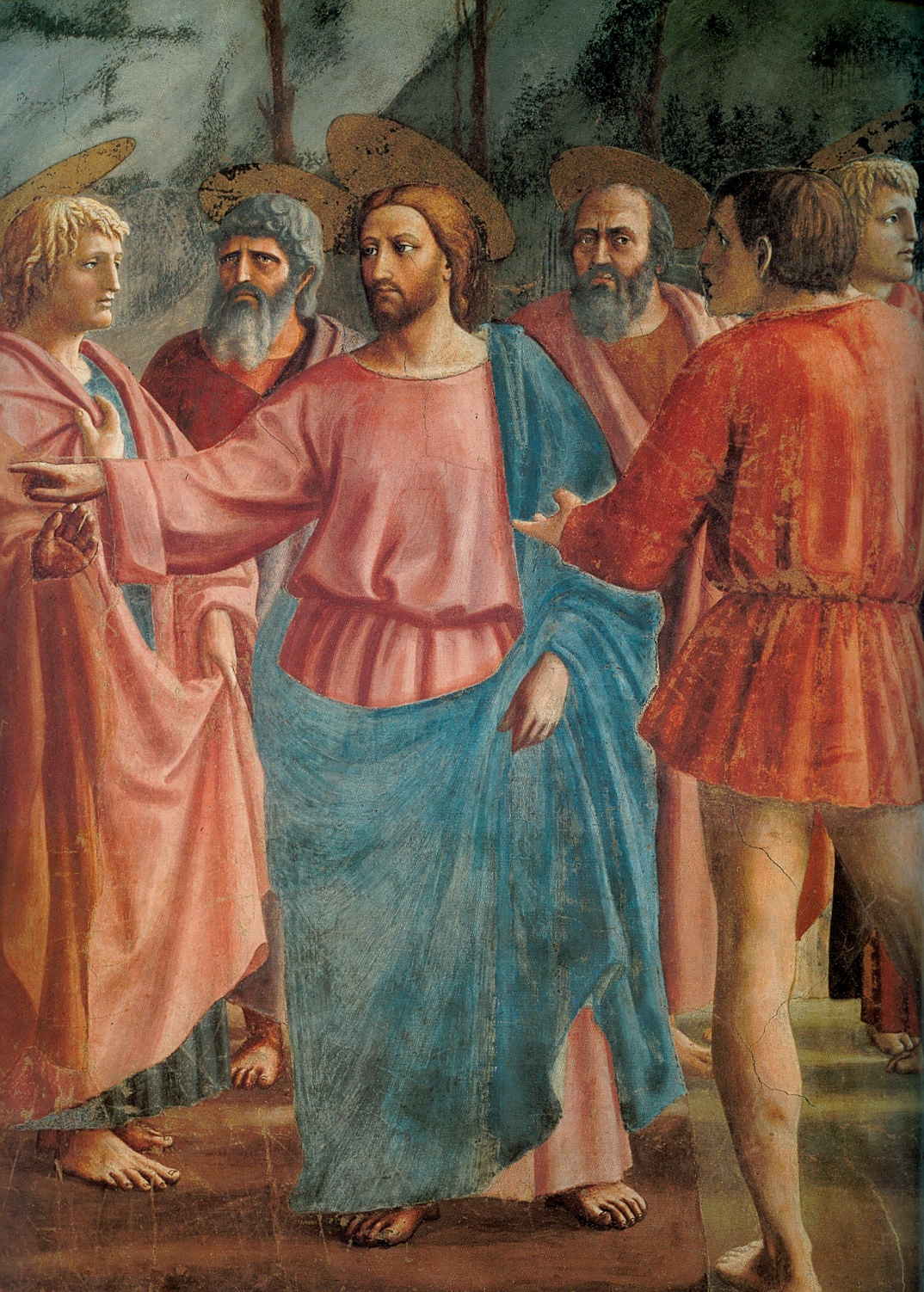
Un particolare dell'affresco Pagamento del tributo di Masaccio facente parte della decorazione della Cappella Brancacci nella chiesa di Santa Maria del Carmine a Firenze è stato utilizzato per la copertina di Generare tracce nella storia del mondo.

Il volume, come detto nella Nota di lettura, «raccoglie in modo sistematico il contenuto di proposta dell'esperienza cristiana concepita e vissuta secondo il carisma di Comunione e Liberazione» e contiene alcuni interventi di don Giussani durante le periodiche conversazioni con i responsabili del movimento, in un progetto cominciato all'inizio degli anni novanta e che raccoglie le linee fondamentali della sua riflessione nel corso del decennio.
Il titolo del libro, ma soprattutto il sottotitolo Nuove tracce di esperienza cristiana, riprendono quello di un precedente e noto testo di Giussani, Tracce d'esperienza cristiana, pubblicato nella sua forma completa da Jaca Book nel 1977.
Nell'occasione Giussani fu aiutato nella scrittura e nella redazione del testo da due suoi stretti collaboratori, che volle come co-autori, il teologo italiano Stefano Alberto, sacerdote della Fraternità dei missionari di San Carlo Borromeo e docente di Introduzione alla teologia presso l'Università Cattolica del Sacro Cuore di Milano (ruolo in cui aveva sostituito lo stesso Giussani nel 1990), e dallo spagnolo Javier Prades, docente e in seguito rettore dell'Universidad Eclesiástica San Dámaso di Madrid.

## Contenuti
Nato da una serie di incontri con i suoi collaboratori il testo intende approfondire l'idea del cristianesimo come avvenimento, come incontro.
L'introduzione del libro è l'intervento di Giussani in occasione dell'incontro di papa Giovanni Paolo II con i movimenti ecclesiali e le nuove comunità a Roma il 30 maggio 1998, durante il quale esordisce con la domanda contenuta nel Salmo 8:
(Libro dei Salmi 8,5)
Il primo capitolo, frutto di dialoghi con i responsabili spagnoli nel 1992, verte sul tema del rapporto tra l'avvenimento passato – l'incarnazione di Cristo – e quello presente – la compagnia dei credenti.
Il secondo capitolo è invece centrato sulla permanenza dell'avvenimento cristiano nel corso del tempo, secondo il concetto più volte ripreso da Giussani in quel periodo del "tempio nel tempo", il metodo scelto da Dio per rimanere nella storia dell'uomo nello spazio e nella storia attraverso lo strumento della Chiesa. Giussani utilizza alcune espressioni chiave per descrivere la dinamica della sua esperienza in atto: una compagnia guidata al destino, il battesimo come nascita di una creatura nuova, moralità come atto d'amore. Infine dedica una riflessione sul concetto di carisma, caratteristica dell'intervento dello Spirito di Cristo che provoca l'avvenimento dentro un tempo e uno spazio, cioè legandosi a un corpo.
Nel terzo capitolo è dedicato in particolare alla gloria umana di Cristo, intesa come la compagnia di coloro che Dio ha scelto e che si manifesta come un popolo nuovo, la cui vita è determinata da un ideale comune per cui vale la pena vivere e se necessario anche morire, dall'identificazione degli strumenti e dei metodi adeguati per raggiungere l'ideale, dalla fedeltà vicendevole. Il «sì» di Pietro è l'espressione compiuta del collegamento in atto tra la vocazione personale e il disegno di Dio. Giussani dedica un paragrafo specifico alla storia del movimento nei quarant'anni della sua esistenza (la cui nascita è normalmente fatta coincidere con il 1954, anno in cui il sacerdote iniziò il suo insegnamento in un liceo milanese). La conclusione del volume è una riflessione sulla misericordia.

## Edizioni
- Luigi Giussani, Stefano Alberto e Javier Prades, Generare tracce nella storia del mondo, 1ª ed., Milano, Rizzoli Editore, novembre 1998,  pp. 209, ISBN 88-17-86041-7.
- Luigi Giussani, Stefano Alberto e Javier Prades, Generare tracce nella storia del mondo, collana BUR Saggi, 1ª ed., Milano, Biblioteca Universale Rizzoli, ottobre 2019  [2012],  pp. 238, ISBN 978-88-586-3132-4.